# August Wolfstieg
August Wolfstieg (Wolfenbüttel, 21 giugno 1859 – Wolfenbüttel, 27 maggio 1922) è stato uno scrittore tedesco.
Fu un Geheimrat, ricoprendo il più alto titolo dei dignitari di corte e consiglieri ufficiali del Sacro Romano Impero. Capo bibliotecario della Abgeordnetenhaus di Berlino, fu autore di importanti ricerche sulla Massoneria.

## Biografia
Wolfstieg nacque a Wolfenbüttel nel 1859, figlio di un mastro sellaio. In questa città frequentò il Liceo Classico Umanistico e poi dal 1879 al 1882 studiò storia e filosofia all'Università di Berlino. Nel 1882 divenne apprendista presso la Biblioteca universitaria di Berlino. Dopo aver conseguito il dottorato nel 1883, fu nominato assistente bibliotecario nel 1885 e quindi curatore nel 1891. In tale veste, si occupò di catalogare la biblioteca del Ministero delle Finanze e, dal 1893, di gestire e catalogare la biblioteca del Seminario di Scienze Politiche presso l'Università di Berlino. Dal 1897 fu direttore della Biblioteca della Camera dei rappresentanti prussiana a Berlino.
Il suo nome è legato alla della Wolfstieg-Gesellschaft, una società tedesca per la promozione della ricerca scientifica sulla Massoneria, fondata nel 1913. Sotto la sua direzione, essa si trasformò da detentrice di un'importante collezione di libri in un'istituzione scientifica vera e propria.
Wolfstieg fondò la prima scuola di studi bibliotecari al mondo.
Fu commissario del Reich per i libri e le biblioteche in occasione della Esposizione Mondiale di Parigi del 1900 e a quella di Saint Louis del 1904.
Oltre alla sua attività professionale, Wolfstieg ha svolto ricerche sulla Massoneria in Germania e in Inghilterra. Nel 1899 fu ammesso alla Loggia Pythagoras zum flammenden Stern di Berlino e ricoprì la carica di preside dal 1901 al 1904.
I primi risultati delle sue ricerche si concretizzarono nel volume Christentum, Humanität und Freimaurerei, Am rauhen Stein (Cristianesimo, umanità e massoneria) e nella raccolta di saggi  Der freimaurerische Gedanke (Il pensiero massonico).
Nel 1914 Wolfstieg fu incaricato da Alfred Unger di spiegare le origini storiche e il contesto della Massoneria tedesca. Nel 1920 i risultati della ricerca furono pubblicati nell'opera in tre volumi Ursprung und Entwicklung der Freimaurerei (Origine e sviluppo della Massoneria). Negli anni che seguirono fu pubblicato un supplemento in due volumi. 
La cecità progressiva costrinse Wolfstieg a rinunciare a svolgere le ricerche di persona.
Alfons Dirksen curò per suo conto la pubblicazione dell'opera in tre volumi:
Die Philosophie der Freimaurerei(vol. I, Ka filosofia della Massoneria);, Freimaurerische Arbeit und Symbolik (vol. II, Simbolismo e opera massonica); Die geistigen, sittlichen und ästhetischen Werte in der Freimaurerei und ihre Bedeutung für die Gegenwart (vol. III, I valori spirituali, morali e estetici nella Massoneria e il loro significato al giorno d'oggi). L'opera completa fu pubblicata con il titolo generale Werden und Wesen der Freimaurerei (Divenire ed essere della Massoneria).
A Wolfenbüttel, fu intitolata in suo onore la Dr.-August-Wolfstieg-Strasse.

## Opere
- Bibliographie der freimaurerischen Literatur (3 vols, 1 supplement; 1911-1926)
- Ursprung und Entwicklung der Freimaurerei (3 vols; 1920)
- Das Baugewerbe in England und die Brüderschaft der Steinmetze (1920)
- Die geistigen, sittlichen und ästhetischen Werte der Freimaurerei (1922)
- Freimaurerische Arbeit und Symbolik (1922)